# Yamaha YBR 125

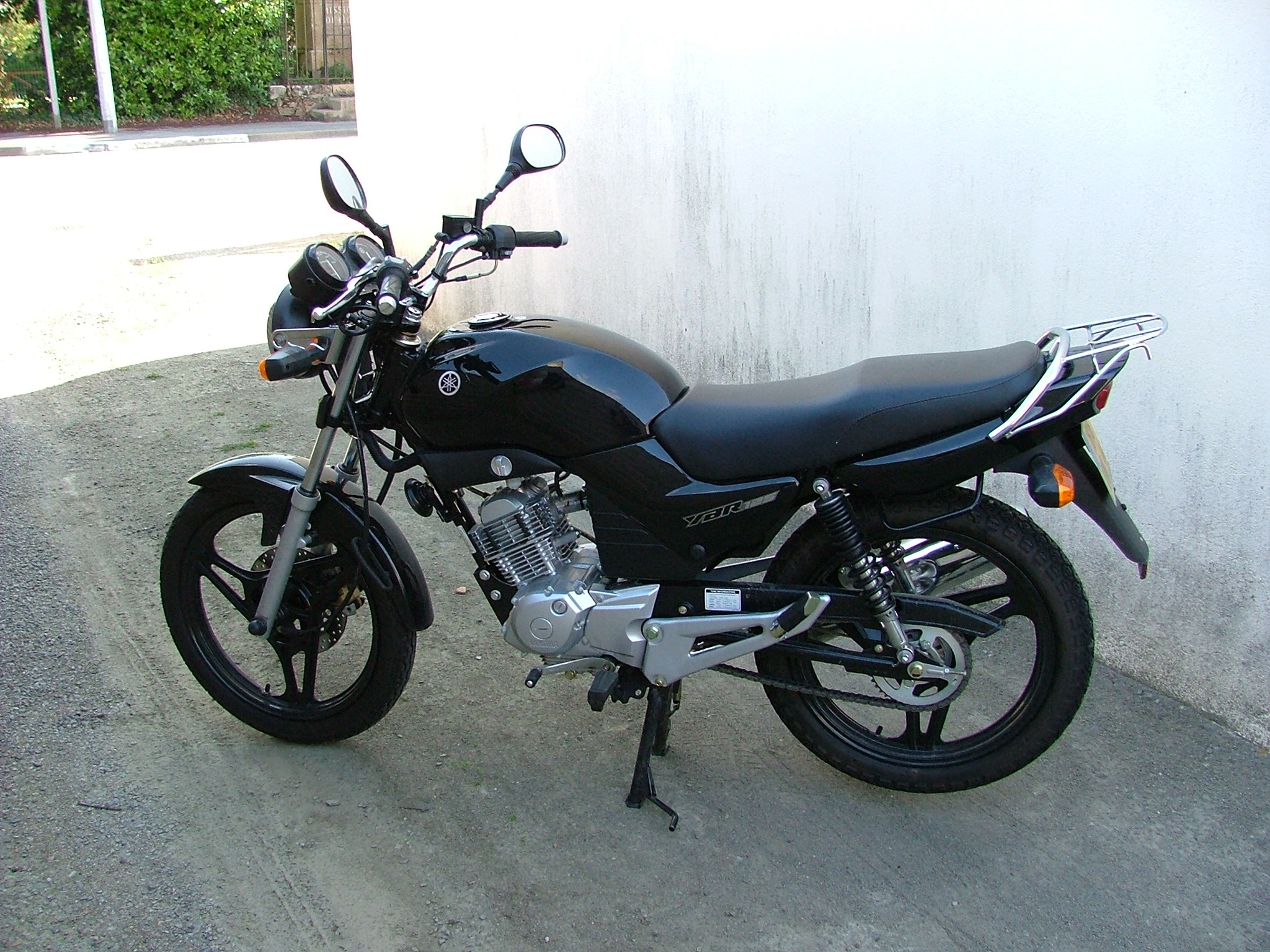
Yamaha YBR 125

Die Yamaha YBR 125 ist ein Leichtkraftrad der Kategorie Allrounder des japanischen Motorradherstellers Yamaha.
Europaweit wurden 150.000 Maschinen verkauft.

## Markteinführung
Die YBR125 wurde ursprünglich in Südamerika im Jahr 2000 eingeführt. Das Motorrad wird in Brasilien, Mexiko und Kolumbien hergestellt und zusammengebaut und ist sowohl für den Markt in Brasilien als auch den Export nach Ecuador, Peru, Venezuela, Argentinien, Italien und die Türkei konzipiert.
Viele der nach Europa importierten Motorräder werden in China hergestellt. Diese Variante wurde ursprünglich für den chinesischen Markt konzipiert. Sie wurde 2003 in China eingeführt, bis 2005 wurden 200.000 Motorräder verkauft. Bis 2006 wurden die für Deutschland bestimmten YBR 125 in Frankreich bei der Yamaha Tochter MBK montiert. Seit Einführung der Version mit Einspritzanlage (2007) kommen auch die für Deutschland bestimmten Motorräder aus China.

## Diversion

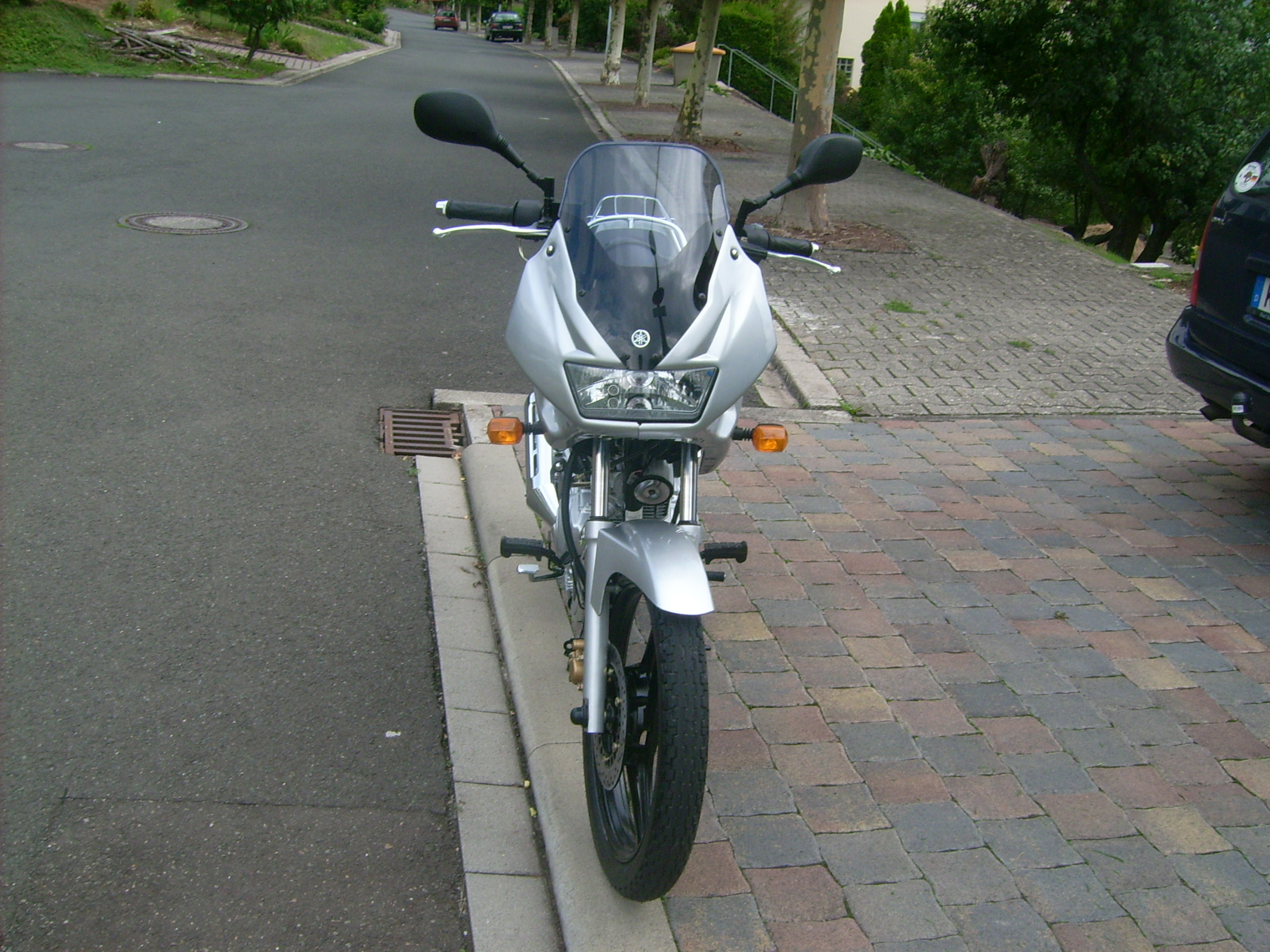
Frontansicht YBR 125 Diversion

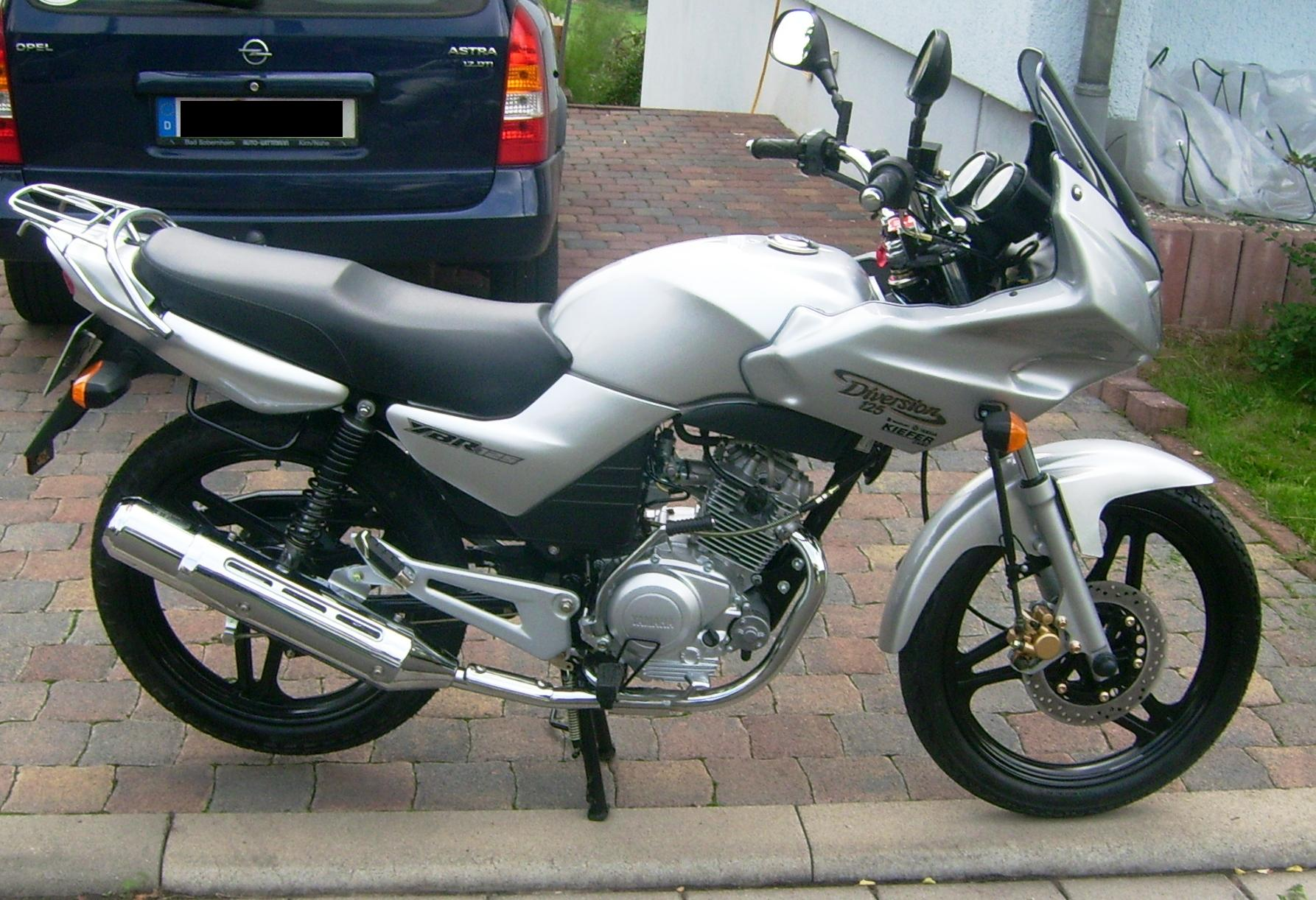
Seitenansicht YBR 125 Diversion

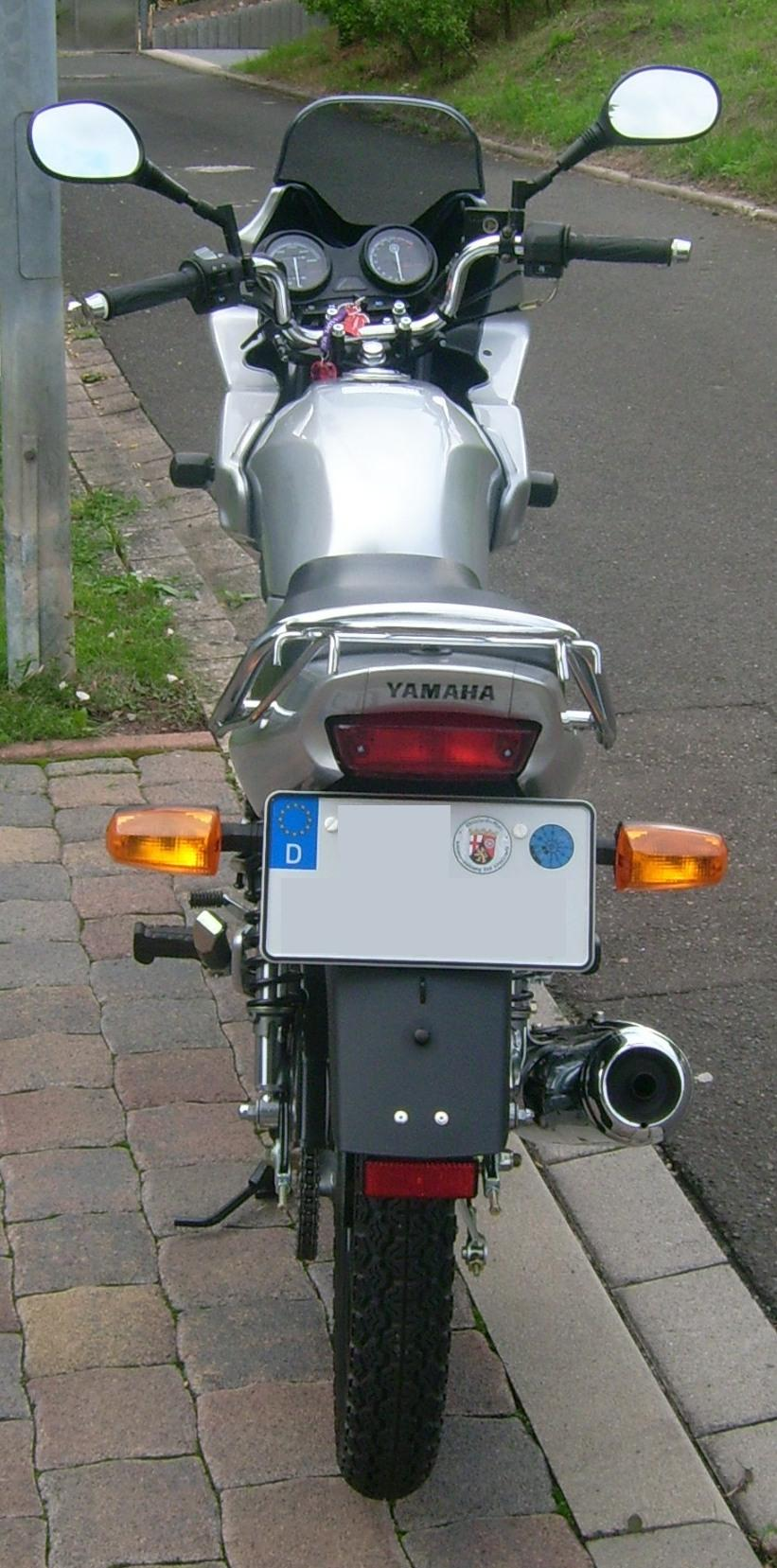
Heckansicht YBR 125 Diversion

Von der YBR 125 (Modell 2006) gab es auch eine Version namens „Diversion“ mit Halbverkleidung. Diese Ausführung wird jedoch in Deutschland nicht mehr angeboten.

## Nachfolger
Aufgrund mangelnder Euro-4-Tauglichkeit wurde die YBR 125 von der YS 125 mit neuem Motor abgelöst.

## Technische Daten (Modell 2008)
| Motor                        |                                                                     |
| Bauart                       | luftgekühlter Einzylinder-4-Takt-Motor, OHC, 2 Ventile, Katalysator |
| Gemischbildung               | elektronische Benzineinspritzung                                    |
| Verdichtung                  | 10:1                                                                |
| Bohrung × Hub                | 54 × 54 mm                                                          |
| Hubraum                      | 123,7 cm³                                                           |
| Nennleistung                 | 7,5 kW (10,19 PS) bei 7800/min                                      |
| Max. Drehmoment              | 9,6 Nm bei 6000/min                                                 |
| Starter                      | Elektro und Kick                                                    |
| Kupplung                     | Mehrscheiben-Ölbadkupplung                                          |
| Getriebe                     | 5-Gang-Schaltgetriebe                                               |
| Sekundärantrieb              | Kette                                                               |
| Chassis und Fahrwerk         |                                                                     |
| Rahmen                       | Einschleifen-Rohrrahmen aus Stahl                                   |
| Federung vorn                | Teleskopgabel, 120 mm Federweg                                      |
| Federung hinten              | Zweiarmschwinge, zwei Federbeine, 105 mm Federweg                   |
| Bremse vorn                  | Scheibenbremse Ø 245 mm                                             |
| Bremse hinten                | Trommelbremse Ø 130 mm                                              |
| Reifen vorn                  | 2.75-18 42P auf Aluminium-Gussrad                                   |
| Reifen hinten                | 90/90-18 M/C57P auf Aluminium-Gussrad                               |
| Maße und Gewichte            |                                                                     |
| Länge                        | 1.980 mm                                                            |
| Breite                       | 745 mm                                                              |
| Höhe                         | 1.080 mm                                                            |
| Sitzhöhe                     | 780 mm                                                              |
| Radstand                     | 1.290 mm                                                            |
| Bodenfreiheit                | 175 mm                                                              |
| Trockengewicht               | 113 kg                                                              |
| Tankinhalt                   | 12 Liter, davon 3 Liter Reserve                                     |
| Fahrleistungen und Verbrauch |                                                                     |
| Verbrauch                    | ca. 3 Liter/100 km Außerorts, ca. 2,5 Liter/100 km Innenorts        |
| Höchstgeschwindigkeit        | 97 km/h                                                             |

## Trivia
Die YBR 125 wird gern als Fahrschulmotorrad zum Erwerb der Fahrerlaubnisklasse A1 eingesetzt. Dieser setzt jedoch Ausbildungsfahrten mit über 100 km/h voraus, was die YBR125 nicht erreicht. Deshalb wird ein sogenanntes Fahrschul-Kit angeboten, durch welches eine Leistungssteigerung um rund 0,74 kW (1 PS) erreicht wird. Dadurch erhöht sich die Höchstgeschwindigkeit auf 110 km/h.